# Peromyscus aztecus
Peromyscus aztecus är en däggdjursart som först beskrevs av Henri Saussure 1860.  Peromyscus aztecus ingår i släktet hjortråttor, och familjen hamsterartade gnagare. IUCN kategoriserar arten globalt som livskraftig. Inga underarter finns listade i Catalogue of Life.
Arten blir 10,9 till 12,6 cm lång (huvud och bål), har en 10,8 till 14 cm lång svans och väger 33 till 57 g. Bakfötterna är 2,3 till 2,6 cm långa och öronen är 1,8 till 2,1 cm stora. Pälsen på ovansidan har en rödbrun färg. Den blir mer orange mot kroppssidorna och buken är vit. På svansen förekommer korta hår och den är mörkare på ovansidan. Peromyscus aztecus har smala mörka ögonringar. Vuxna exemplar är tydligare orange än andra hjortråttor från samma region.
Denna hjortråtta förekommer från mellersta Mexiko (Veracruz och Guerrero) till Honduras. Den vistas i regioner som ligger 500 till 3200 meter över havet. Arten hittas främst vid kanterna eller i undervegetationen av tempererade skogar. Den besöker även odlade områden.
Födan utgörs främst av insekter som kompletteras med frön och gröna växtdelar.